# Los pequeños privilegios
Los pequeños privilegios és una  pel·lícula mexicana dirigida per Julián Pastor l'any 1978, protagonitzada per Pedro Armendáriz Jr., Hugo Stiglitz, Cristina Moreno, Anaís de Melo i Yara Patricia.

## Argument
El film relata les diverses situacions del matrimoni arreglat entre Pedro i Cristina, que viuen entre el confort i l'elegància amb una vida de plena luxes i moda. Dins de la història Cristina es troba embarassada juntament amb la seva amiga Jackie i són ateses per un dels millors especialistes i duen a terme exercicis per a poder donar a llum adequadament.
Al mateix temps el matrimoni contracta a Imelda, una jove de província per a ajudar-lo als labors de neteja. Per mitjà de la història d'Imelda dins de la pel·lícula veiem l'altra perspectiva de la societat, en la que també es troba embarassada però el seu estat és un problema per la qual cosa decideix  avortar i a causa de no tenir el coneixement suficient, atempta contra la seva vida a tal punt de quedar estèril. Al final de la trama es veu una imatge amb un cert toc d'ironia en la qual Imelda acaba cuidant al bebè de la seva patrona.

## Repartiment
- Pedro Armendáriz Jr. com Pedro.
- Hugo Stiglitz com Hugo.
- Cristina Moreno com Cristina.
- Anaís de Melo com Jackie.
- Leonor Llausás com Yolanda
- Yara Patricia com Imelda.
- Kiki Herrera Calles com Julia.
- Blanca Torres com Arturo.
- José Nájera com Arturo.
- León Singer com doctor Landeros
- Rodrigo Cruz com el porter.
- Lily Garza com amiga 1.
- Carlos León comoJoaquín.
- Sergio Molina com gasoliner.
- María Clara Zurita com infermera

## Premis
Va obtenir el premi a la millor actriu de repartiment en el festival de Panamà de 1978.